# Conus binghamae

Conus binghamae is een in zee levende slakkensoort uit het geslacht Conus. De slak behoort tot de familie Conidae. Conus binghamae werd in 1971 beschreven door Abbott. Net zoals alle soorten binnen het Conusgeslacht zijn deze slakken roofzuchtig en giftig. Ze zijn in staat om mensen te steken en moeten daarom zorgvuldig worden behandeld.